# Viaduct van Thanville
Het viaduct van Thanville is een spoorbrug nabij het gehucht Thanville in Pondrôme, een deelgemeente van Beauraing. De brug overspant de diepe vallei van de Snaye en de N95, die Beauraing met Bouillon verbindt.
Het viaduct is een boogbrug van baksteen en werd gebouwd in 1898-1899, bij de aanleg van de spoorlijn 166 (Dinant - Bertrix). Het heeft een lengte van 300 m, met 14 overspanningen van 15 m en één overspanning van 8 m. De hoogte van de pijlers varieert van 7,47 m tot 39,60 m.